# Presupozycja
Presupozycja – w logice sąd, który musi być prawdziwy, żeby jakiemuś zdaniu można było przypisać wartość logiczną (prawdę albo fałsz). Innymi słowy, presupozycja to wniosek wynikający zarówno ze zdania, jak i z jego negacji. Np. presupozycją zarówno zdania „Obecny król Francji jest łysy”, jak i zdania „Obecny król Francji nie jest łysy” jest: „Francja ma obecnie króla”.
Najczęściej występujące presupozycje to sądy egzystencjalne presuponowane przez zdania zawierające deskrypcje określone, tj. nazwy typu „najdłuższa rzeka świata”, „ulubiony film Stefana”. Np. presupozycją zdania „Andrzej nie pamięta nazwy najdłuższej rzeki świata” jest: „Istnieje najdłuższa rzeka świata”, lub też: „Istnieje Andrzej”.
Presupozycje pojawiają się też często w wyniku użycia tzw. wyrażeń faktywnych, takich jak „wiedzieć, że...”, „cieszyć się, że...”, „martwić się, że...”. Np. presupozycją zdania „Anna cieszy się, że dostała prezent”, jest: „Anna dostała prezent”.
W języku potocznym presupozycje to sensy wyrażeń, które nie są przedstawiane w pełni i zawierają w sobie ukryte myśli (założenia). Przykładem może być zdanie „Oficjalne źródła podają...”, w tym zdaniu ukrytą sugestią jest to, iż poza oficjalnymi źródłami istnieją nieoficjalne. W zdaniu „szukamy porozumienia”, mamy presupozycję, że jeszcze „nie ma porozumienia”, w zdaniu „czy wolałby pan spotkać się ze mną w środę czy w czwartek” mamy supozycję, że „pan chciałby się ze mną spotkać”. Presupozycje nie zawsze są wypowiadane i odbierane świadomie.
Często też presupozycja jest używana w celu przemycenia do świadomości odbiorcy pewnych faktów, które nie są prawdziwe. Np. pytanie „kiedy przestał pan bić żonę?” zakłada, że osoba pytana biła żonę. Tego typu pytania realnie wpływają na odbieranie rzeczywistości przez rozmówcę i mogą powodować zmiany w tym odbiorze.